# 法式洋蔥湯

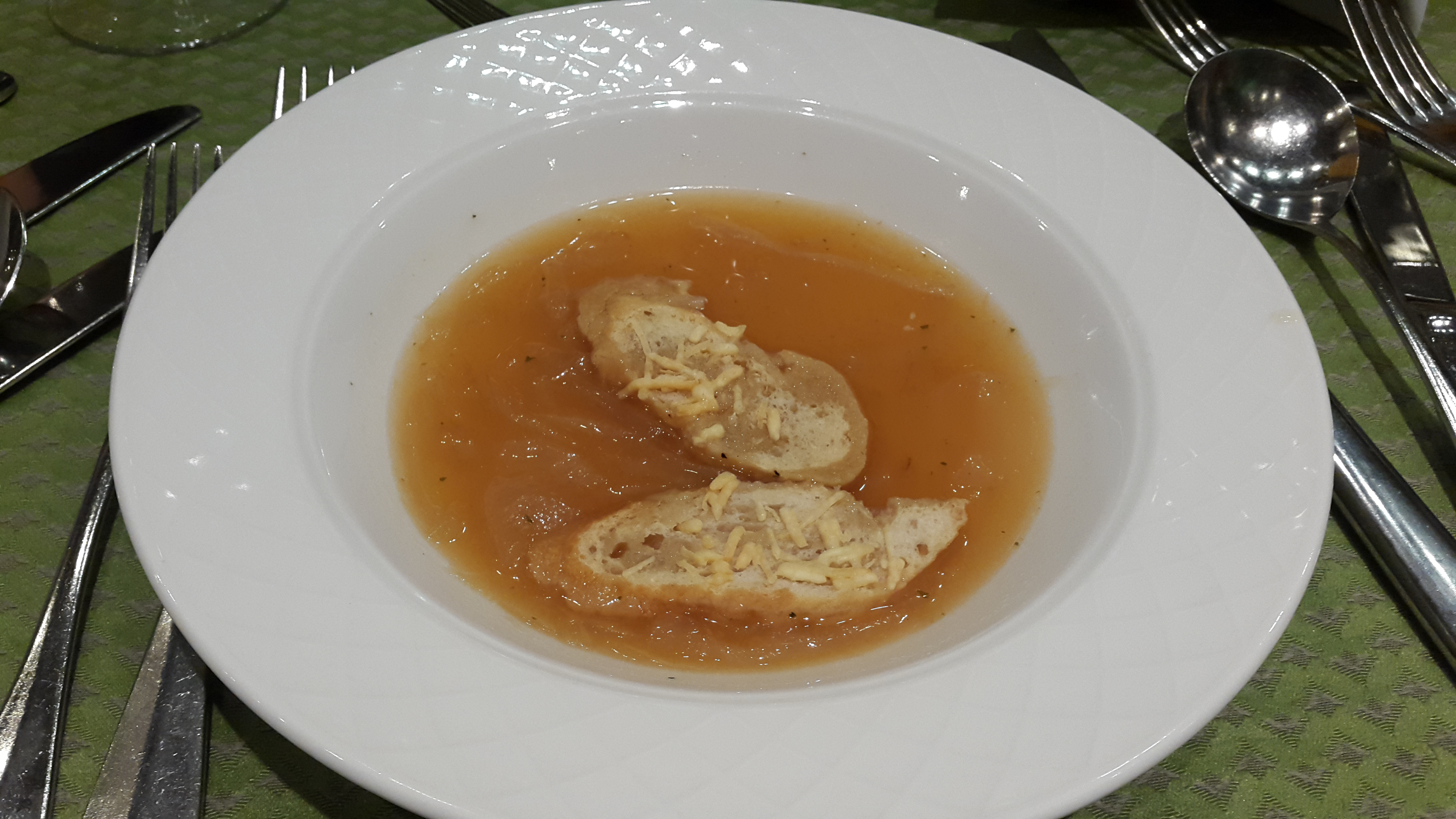
法式洋蔥湯配以麵包。

法式洋蔥湯（法語：Soupe à l'oignon）是一種主要以肉類和洋蔥為成分製成的汤，為法式清湯的代表。一般是先加入牛肉，煮成牛肉湯，並且加入洋蔥和牛奶。在烹煮之末段，再加入白蘭地或雪莉酒。

## 歷史
其歷史可追溯到古典时代，法式洋蔥湯一直很受羅馬人和希臘人歡迎。
從古希臘、古羅馬時代計起，洋蔥湯於法國一直盛行於窮人間，主要是因為洋蔥種植相對較易，且甚普及。現代洋蔥湯版本是起源於十八世紀，以牛肉湯作基底，加入洋蔥烹煮。